# Brandenburger Landpartie

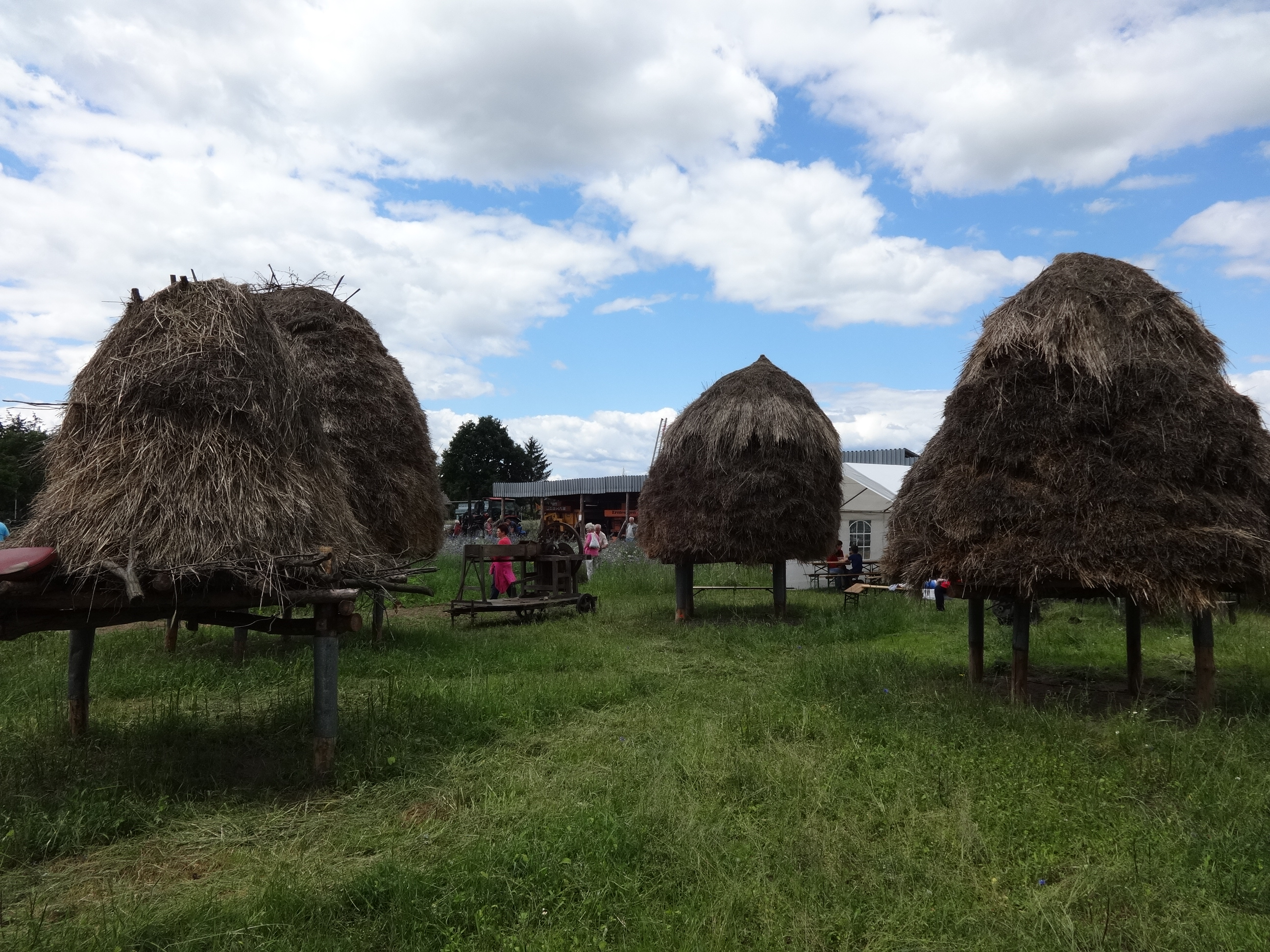
Brandenburger Landpartie in Fredersdorf-Vogelsdorf

Die Brandenburger Landpartie ist eine seit 1994 bestehende Veranstaltung des Brandenburgischen Ministerium für Landwirtschaft, Umwelt und Klimaschutz, des Landesbauernverbandes sowie des Brandenburger Landfrauenverbandes. Am zweiten Juniwochenende öffnen Bauernhöfe, Agrarbetriebe, Gärtnereien und ländliche Kultureinrichtungen ihre Pforten und ermöglichen den Besuchern so einen Einblick in moderne und vergangene Landwirtschaft. Die Veranstaltung wird durch ein Eröffnungsprogramm in einer der teilnehmenden Gemeinden begleitet. Im Jahr 2014 nahmen etwa 270 Betriebe in Brandenburg an der Veranstaltung teil. Die Eröffnung fand in einem Ökobetrieb durch den Minister für Infrastruktur und Landwirtschaft Jörg Vogelsänger in Wiesenburg/Mark statt. Waren es in den 1990er Jahren rund 40.000 Gäste, so wurde die Veranstaltung in den vergangenen Jahren von jeweils rund 100.000 Gästen besucht.